# دوفر (نيوهامشير)
دوفر (بالإنجليزية: Dover, New Hampshire)‏ هي مدينة تقع في الولايات المتحدة في مقاطعة سترافورد. يقدر عدد سكانها بـ 30,510 نسمة ومساحتها 75.2 كم2 وترتفع عن سطح البحر 15 متر.

## أعلام
- كونور كيسي
- جيليان يورك
- ماري هيلين راسموسن
- فرد دبليو. ميرفي
- جوزيف س. ماكونيل
- كينيث أبيل
- برسون كولبي تشيني
- جوشوا جي. هال
- ويليام ويليام
- بوب بار